# Старая (Кольчугинский район)
Старая — деревня в Кольчугинском районе Владимирской области России, входит в состав Флорищинского сельского поселения.

## География
Деревня расположена в 17 км на юго-запад от центра поселения посёлка Металлист и в 14 км на юго-запад от райцентра города Кольчугино, близ автодороги 17К-9 Кольчугино – Киржач. 

## История
В деревне была церковь, разоренная в начале XVII века в эпоху смутного времени.
В конце XIX — начале XX века деревня располагалась на Стромынском торговом тракте из Юрьева в Москву, деревня входила в состав Коробовщинской волости Покровского уезда, с 1925 года — в составе Киржачской волости Александровского уезда. В 1859 году в деревне числилось 109 дворов, в 1905 году — 128 дворов, в 1926 году — 134 двора.
С 1929 года деревня входила в состав Коробовщинского сельсовета Кольчугинского района, с 1940 года — в составе Флорищинского сельсовета, с 2005 года — в составе Флорищинского сельского поселения.

## Население
| 1859 | 1905 | 1926 | 2002 | 2010 | 2021 |
| ---- | ---- | ---- | ---- | ---- | ---- |
| 655  | ↗680 | ↘560 | ↘5   | ↗13  | ↗135 |